# Charles Cyphers
Charles Cyphers (Niagara Falls, 28 luglio 1939 – Tucson, 4 agosto 2024) è stato un attore statunitense.

## Filmografia parziale

### Cinema
- È tempo di uccidere detective Treck (Truck Turner), regia di Jonathan Kaplan (1974)
- Distretto 13 - Le brigate della morte (Assault on Precinct 13), regia di John Carpenter (1976)
- MacArthur il generale ribelle (MacArthur), regia di Joseph Sargent (1977)
- Tornando a casa (Coming Home), regia di Hal Ashby (1978)
- Halloween - La notte delle streghe (Halloween), regia di John Carpenter (1978)
- La polvere degli angeli (A Force of One), regia di Paul Aaron (1979)
- Il campo di cipolle (The Onion Field), regia di Harold Becker (1979)
- L'uomo del confine (Borderline), regia di Jerrold Freedman (1980)
- Fog (The Fog), regia di John Carpenter (1980)
- 1997: Fuga da New York (Escape from New York), regia di John Carpenter (1981)
- Il signore della morte (Halloween II), regia di Rick Rosenthal (1981)
- Il giustiziere della notte n. 2 (Death Wish II), regia di Michael Winner (1982)
- Honkytonk Man, regia di Clint Eastwood (1982)
- Big Bad Mama II, regia di Jim Wynorski (1987)
- California Skate (Gleaming the Cube), regia di Graeme Clifford (1989)
- Major League - La squadra più scassata della lega (Major League), regia di David S. Ward (1989)
- Palle in canna (Loaded Weapon 1), regia di Gene Quintano (1993)
- Mach 2, regia di Fred Olen Ray (2001)
- Missione ad alto rischio (Critical Mass), regia di Ed Raymond (2001)
- Halloween Kills, regia di David Gordon Green (2021)

### Televisione
- Il terrore anni 30 (The F.B.I. Story: The FBI Versus Alvin Karpis, Public Enemy Number One) – film TV (1974)
- I missili di ottobre (The Missiles of October) – film TV (1975)
- L'uomo da sei milioni di dollari (The Six Million Dollar Man) – serie TV, 3 episodi (1976)
- Barnaby Jones – serie TV, 4 episodi (1973-1977)
- The Betty White Show – serie TV, 14 episodi (1977-1978)
- Pericolo in agguato (Someone's Watching Me!), regia di John Carpenter – film TV (1978)
- Starsky & Hutch – serie TV, 3 episodi (1976-1979)
- Elvis, il re del rock (Elvis), regia di John Carpenter – film TV (1979)
- Fuoco di sbarramento (Friendly Fire) – film TV (1979)
- La ballata della sedia elettrica (The Executioner's Song) – film TV (1982)
- Hill Street giorno e notte (Hill Street Blues) – serie TV, 3 episodi (1985-1987)
- Murder One – serie TV, 4 episodi (1996)
- Nick Freno (Nick Freno: Licensed Teacher) – serie TV, 41 episodi (1996-1998)

## Doppiatori italiani
Nelle versioni in italiano delle opere in cui ha recitato, Charles Cyphers è stato doppiato da:
- Alessandro Sperlì in Starsky & Hutch (ep. 2x08)
- Massimo Turci in Starsky & Hutch (ep. 4x15)
- Riccardo Garrone in La casa nella prateria
- Ferruccio Amendola in Distretto 13 - Le brigate della morte
- Pino Colizzi in MacArthur il generale ribelle
- Vittorio Di Prima in Halloween - La notte delle streghe
- Paolo Poiret in Fog
- Renato Cortesi in Il giustiziere della notte n. 2
- Sergio Rossi in Major League - La squadra più scassata della lega
- Sergio Tedesco in Nick Freno
- Bruno Alessandro in Halloween Kills